# Lucrețiu Pătrășcanu

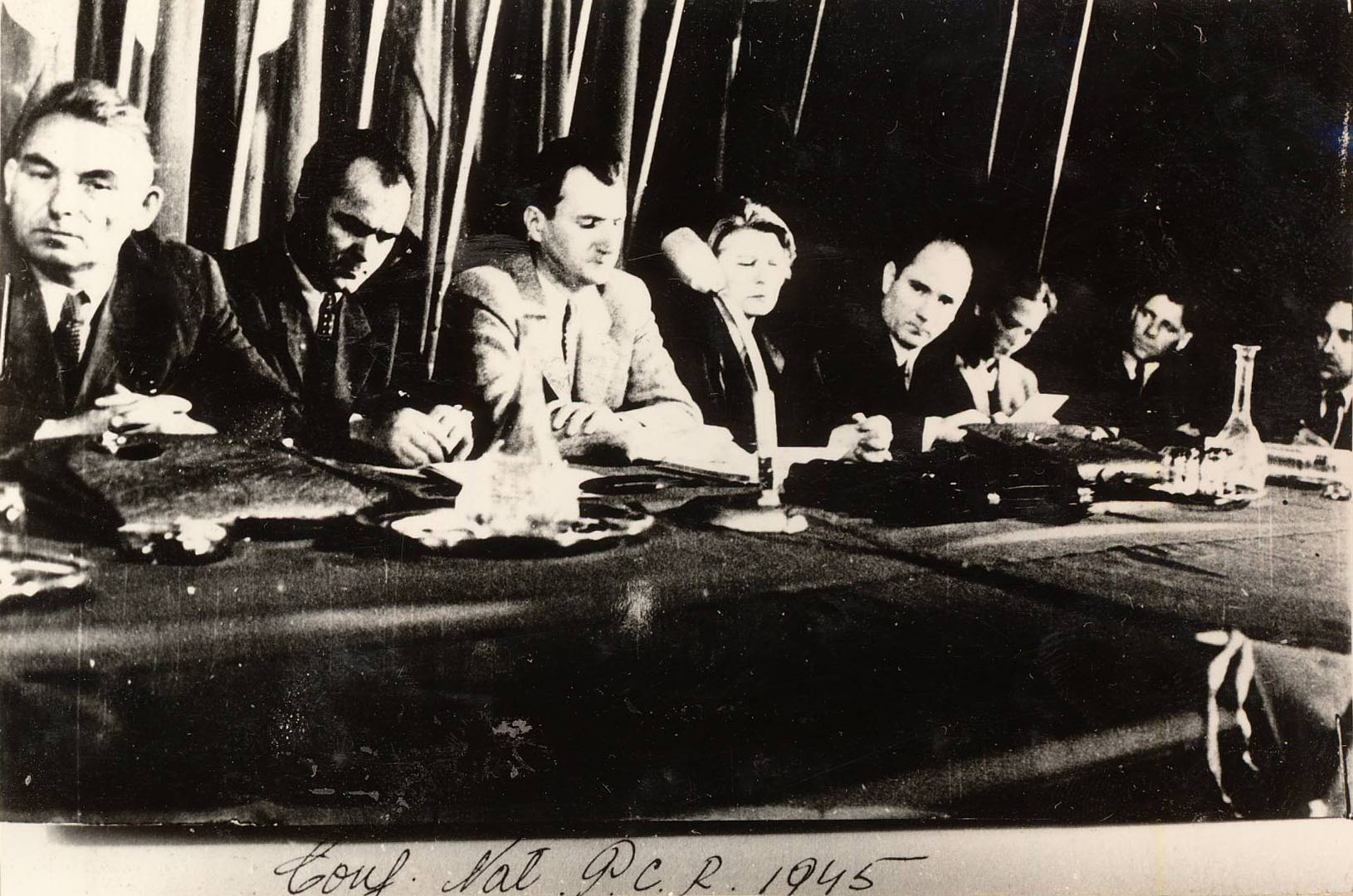
Lucrețiu Pătrașcanu an einer Sitzung der Kommunistischen Partei Rumäniens (1945); von links nach rechts: Vasile Luca, Constantin Pîrvulescu, Lucrețiu Pătrășcanu, Ana Pauker, Teohari Georgescu, Florica Bagdasar und Gheorghe Vasilichi

Lucrețiu Pătrașcanu (geboren 4. November 1900 in Bacău; gestorben am 17. April 1954 im Gefängnis Jilava bei Bukarest) war ein rumänischer Politiker, Mitglied der Führung der Kommunistischen Partei Rumäniens, Minister, Anwalt, Soziologe und Ökonom. Eine Zeit lang war er auch Professor an der Universität Bukarest. Nach Auseinandersetzungen mit Gheorghe Gheorghiu-Dej wurde er politischer Gefangener und schließlich hingerichtet. 14 Jahre nach seinem Tod wurde er in einer Kampagne von Nicolae Ceaușescu rehabilitiert.

## Leben
Pătrașcanu, Sohn des Schriftstellers und Historikers Dimitrie D. Pătrașcanu (1872–1937), war 1921 offizieller Vertreter am 4. Komintern-Kongress in Moskau und wurde 1931 Abgeordneter des rumänischen Parlaments. Mit einem Studium der Rechtswissenschaften und Promotion in Wirtschaftswissenschaften an der Universität Leipzig war er eine Ausnahmeerscheinung unter den Kommunisten Rumäniens. Zwischen 1924 und 1941 wurde er wegen illegalen Tätigkeiten sechsmal verhaftet, jedoch stets nach kurzer Zeit wieder freigelassen. Dies erweckte bei zahlreichen Kommunisten, die zu mehrjährigen Freiheitsstrafen verurteilt worden waren, Misstrauen. 1943 verbrachte er acht Monate im Lager in Târgu Jiu zusammen mit Gheorghe Gheorghiu-Dej und anderen linken Aktivisten. In dieser Zeit entwickelte sich eine Rivalität zwischen Pătrașcanu und dem späteren Generalsekretär der RKP Gheorghiu-Dej. Er trat im politischen Bündnis dafür ein, dass das Land sich mit dem Staatsstreich am 23. August 1944 aus der Allianz mit Nazideutschland löste.
Im November 1944 wurde Pătrașcanu Justizminister in der linksgerichteten Koalitionsregierung von Petru Groza, die den Weg für die Machtübernahme der Kommunisten in der Nachkriegszeit ebnete. Gegenüber dem Stalinismus war er kritisch eingestellt und fiel deshalb innerhalb der Kommunistischen Partei in Ungnade. Im Februar 1948 wurde Pătrașcanu an der ersten Sitzung der Rumänischen Arbeiterpartei summarisch aus dem Zentralkomitee ausgeschlossen, nachdem ihm Teohari Georgescu vorgeworfen hatte, „unter den Einfluss der Bourgeoisie“ geraten zu sein. Kurz darauf wurde er aus dem Justizministerium entfernt, was durch eine Resolution des nachfolgenden Zentralkomitees im Juni 1948 bekräftigt wurde, wobei ihm zudem eine „nationalistisch-chauvinistische Politik“ und die Unterstützung „konterrevolutionärer Aktivitäten des Klassenfeindes“ vorgehalten wurden.

### Verfahren gegen Pătrașcanu
Gemäß einem Parteibericht von 1968 wurde Pătrașcanu am 28. April 1948 „aufgrund einer eidesstattlichen Aussage von Gheorghiu-Dej“ verhaftet und von einer Parteikommission aus Georgescu, Iosif Rangheț, Alexandru Drăghici und teils auch durch Gheorghiu-Dej persönlich verhört. Pătrașcanu wurde bei dieser Gelegenheit jedoch nicht verurteilt, sondern durfte mit seiner Frau in den Kurort Snagov ziehen. Nach seiner Rückkehr nach Bukarest wurde das Verhör dann unverzüglich intensiviert. Der Prozess gegen Pătrașcanu fand gleichzeitig mit dem Verfahren gegen László Rajk im ungarischen Budapest statt. An der Kominform-Konferenz im November 1949 bezeichnete Gheorghiu-Dej Pătrașcanu als amerikanischen und britischen Agenten und setzte ihn mit Rajk, Tito und dem Bulgaren Trajtscho Kostow gleich. Diese Vorwürfe wurden von der rumänischen Presse zunächst ignoriert, im Dezember 1949 auf Anordnung von Gheorghiu-Dej jedoch wiederaufgenommen. Nach einem zweifachen Selbstmordversuch Pătrașcanus wurde sein Fall im Mai 1950 dem Innenministerium übergeben, das nach einem halben Jahr eine abgeschwächte Form der Anschuldigungen wiedergab, was offensichtlich das Werk der Außenministerin Ana Pauker und ihrer Verbündeten in Opposition zu Gheorghiu-Dej war.
Im Sommer 1952 wurden die Verhörer jedoch angewiesen, „mit allen Mitteln moralischen und physischen Zwanges einen angemessenen Beweis zu erbringen, dass Pătrașcanu ein Agent der Siguranța und ein anglo-amerikanischer Spion gewesen war“. Nach Stalins Tod im März 1953 bestand Gheorghiu-Dej trotz des einsetzenden Tauwetters auf einer Fortsetzung des Verfahrens. Der Prozess gegen Pătrașcanu fand vom 6. bis 13. April 1954 statt. Am letzten Prozesstag, als ihm das Schlusswort erteilt wurde, bezeichnete er die anwesenden Ankläger zweimal als Mörder, bevor er aus dem Saal gebracht wurde. Er wurde zum Tode verurteilt und in der Nacht vom 16. auf den 17. April im Gefängnis in Jilava hingerichtet, gleichzeitig mit Remus Koffler (1902–1954).
Auch im Taschenlexikon Rumänien der DDR wird im Eintrag zu Pătrașcanu von „konstruierten Beschuldigungen“ bzw. einem „manipulierten Prozess“ gesprochen.

## Rehabilitation
Nach dem Tod Gheorghiu-Dejs 1965 kam es unter seinem Nachfolger Nicolae Ceaușescu im April 1968 zu einer Rehabilitierung von Pătrașcanu und sämtlicher weiterer ehemaliger Angeklagten, mit Ausnahme von Koffler. Das Ziel von Ceaușescus Kampagne war hauptsächlich, die Aufmerksamkeit auf Alexandru Drăghici zu richten, den er als „parteifeindlich“ und „dekadent“ bezeichnete.